# Wu Lien-teh
Wu Lien-teh, född 10 mars 1879 och död den 21 januari 1960. Han räknas som en av de tongivande läkarna vid moderniseringen av den kinesiska sjukvården i västerländsk riktning. Han nominerades till Nobelpriset i medicin 1935, vilket dock gick till Hans Spemann.
Wu hette ursprungligen Ngoh Lean Tuck men bytte namn till Wu Lien-teh i samband med en resa i Kina 1908. Han föddes i Penang i Malaysia där fadern var guldsmed. År 1896 erhöll han ett stipendium till Cambridge och han avlade där läkarexamen och därefter inriktade han sig på behandling och forskning kring malaria och stelkramp.

## Manchuriska pesten 1910
Under hösten 1910 utbröt pest utefter den av Ryssland ägda östkinesiska järnvägen och i mitten av december sände kinesiska regeringen Wu Lien-teh till Harbin för att utreda vad den då okända sjukdomen däruppe berodde på och för att vidta åtgärder för att bekämpa den. Han fastställde att det rörde sig om lungpest, som orsakades av pestbakterien Yersinia pestis och smittspårningen visade att sjukdomen spritts bland pälsjägare, som tagit tillvara självdöda murmeldjur (Marmota sibirica) och att en stor del av dem insjuknat i lungpest, som är en mycket smittsam sjukdom och som medför hög dödlighet bland de smittade. Någon effektiv medicinsk vård fanns inte på den tiden, utan man isolerade de sjuka i rekvirerade järnvägsvagnar, där de förvarades i fem dygn och de som då fortfarande levde och var symtomfria släpptes fria.
Inledningsvis misstrodde de västerländska läkarna doktor Wus diagnostik och hans slutsatser om smittvägarna och om hur enkla ansiktsskydd som flervikt gasväv, ansiktsskydd av gasväv med inlagd bomull eller liknande kunde minska risken för smittspridning. Efter att en prominent fransk läkare, som inte följt dr Wus rekommendationer insjuknat och dött ändrades inställningen till dr Wu och hans rekommendationer.
Bland smittskyddsåtgärder som vidtogs på dr Wus rekommendation fanns som en central del även kremering av de döda, vilket var emot befolkningens uppfattning och väckte därför motstånd. Dr Wu övertygade emellertid myndigheterna om nödvändigheten av åtgärderna och efter strikt isolering av sjuka samt kremering av döda avtog smittspridningen så att i mars 1911 registrerades det sista sjukdomsfallet. Totalt beräknades 60 000 personer ha dött på grund av pesten under tiden som utbrottet varade.
Dr Wu  blev efter de lyckade insatserna internationellt erkänd och fick artiklar publicerade även i högt rankade medicinska västerländska tidskrifter som The Lancet och han blev en central deltagare i internationella konferenser där pest avhandlades.

## Andra insatser
Utöver bekämpningen av pest engagerade sig Wu starkt i arbetet att minska det omfattande missbruket av opium, som förekom vid den tiden i Kina. Därtill ledde dr Wu under åren 1920-21 den medicinska delen av bekämpningen av kolera i nordöstra delen av Kina och under 1930-talet var han chef för kinesiska The National Quarantine Service.
I slutet av 1930-talet återvände dr Wu till Malaysia och arbetade som allmänläkare i Ipoh, där han var verksam fram till sin död i Penang.